# Pietro Spinazzi
(Giuseppe Garibaldi, Le memorie. Nella redazione definitiva del 1872, a cura della reale commissione, Bologna-Rocca S. Casciano, 1932)
Pietro Spinazzi (Parma, ... – Genova, post 1869) è stato un patriota, garibaldino e scrittore italiano.

## Biografia
Pietro Spinazzi era nativo di Parma e partecipò fin da giovane, a Firenze, ai primi moti mazziniani del 1831. Nel 1848 era stato comandante dei parmensi partecipando alla prima guerra di indipendenza combattendo in Lombardia come capitano comandante la 1ª Colonna mobile dei volontari. L'anno successivo, nel 1849, organizzò un corpo di bersaglieri e con pochi uomini domò la reazione a Empoli. Per tale azione il 13 febbraio fu dichiarato cittadino benemerito di Toscana dal Circolo del popolo di Firenze.
Esule a Genova per dieci anni, nel 1859 con lo scoppio della seconda guerra di indipendenza fu capitano dei “Cacciatori delle Alpi” nel 3º Reggimento, 2º Battaglione, 5ª Compagnia agli ordini di Nino Bixio. A fine agosto 1859, a guerra ormai finita, figurava comandante a Bormio del Battaglione volontari valtellinesi.

Si arruolò nell'esercito regolare sabaudo, con il grado di capitano, stabilendosi nuovamente a Genova, per lasciarlo nel 1860 per seguire Giuseppe Garibaldi nella campagna dell'Italia meridionale al seguito della spedizione guidata da Luigi Pianciani, detta anche spedizione Terranova, forte di circa 8.940 uomini. 

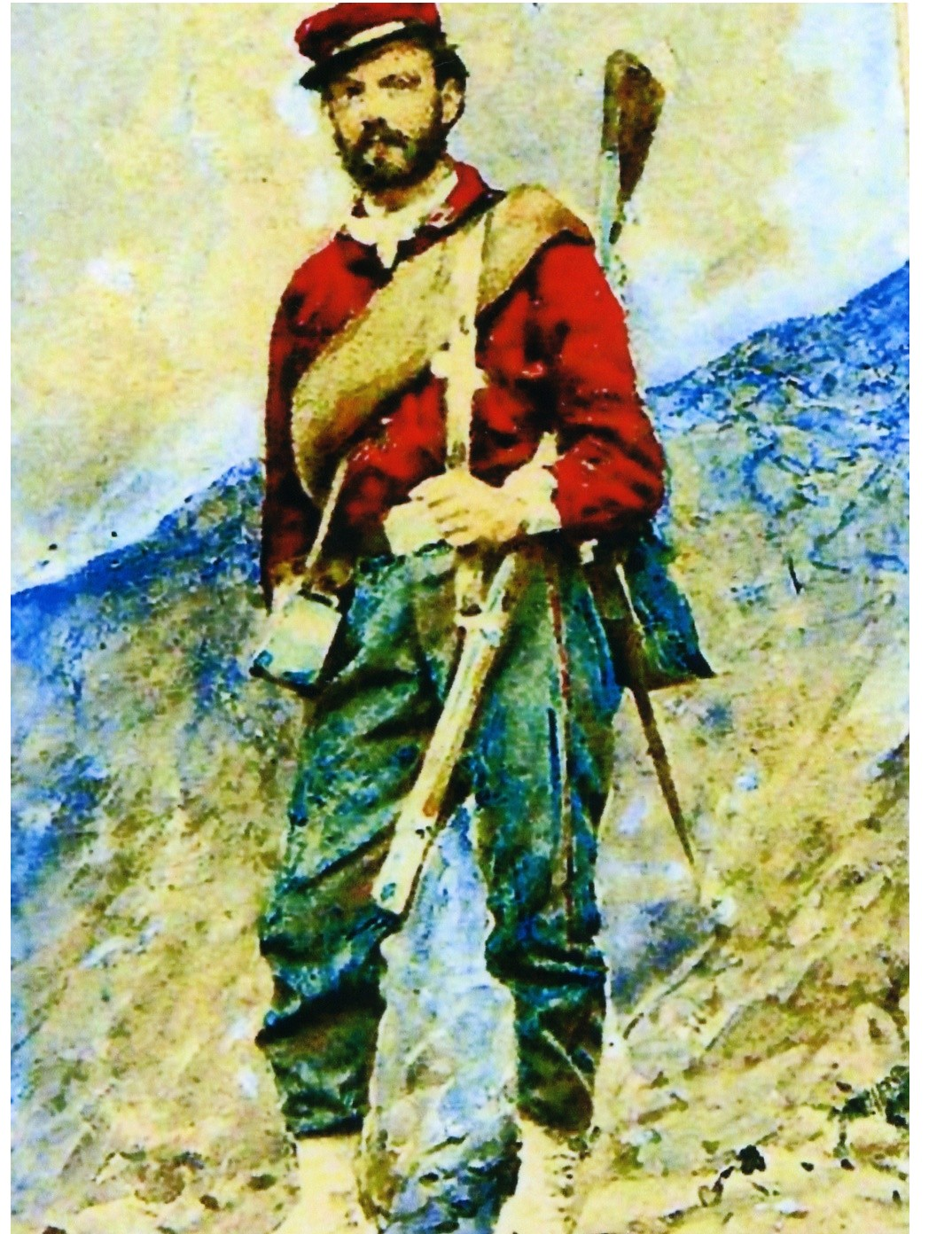
Garibaldino del Corpo Volontari Italiani

 Maggiore della 2ª Brigata "Parma", comandata dal colonnello Tharrena, giunse in Sicilia via nave sbarcando a Palermo, l'11 agosto, e pochi giorni, a Milazzo, sostituì al comando della Brigata lo stesso colonnello Tharrena dimessosi in polemica con il comando generale in quanto cambiata le destinazione di impiego della sua unità.
Durante la campagna guidò l'ex 2ª Brigata "Tharrena", composta da 700 uomini circa, sempre agli ordini di Nino Bixio, comandante della 18ª Divisione dell'esercito meridionale, e per il valore dimostrato, il 1º ottobre nella battaglia del Volturno, durante il combattimento di Ponti della Valle di Maddaloni, fu elogiato ufficialmente dallo stesso, promosso al grado di tenente colonnello e proposto della croce al valore militare di Savoia che poi non ottenne.
Terminata la campagna, nel 1862, ottenne di essere nuovamente integrato nell'esercito regolare regio. Continuò il suo impegno politico e sempre nello stesso anno fu rappresentante dei Deputati dell'opposizione democratica parlamentare nell'assemblea di Genova del 9-10 marzo.
Dal 1862 al 1870, con altri 24 patrioti ed ex ufficiali garibaldini parmensi, fu costantemente controllato dalla polizia del Regno. Così risulta dalle relazioni dei prefetti di Parma conservate presso l'Archivio di Stato cittadino.
Quando, nel 1866, con lo scoppio della terza guerra di indipendenza si aprirono i bandi di reclutamento per gli ufficiali del Corpo Volontari Italiani in vista della guerra contro l'Austria, prestava servizio a Genova come tenente colonnello in un reggimento di fanteria.
Nominato comandante del 2º Reggimento Volontari Italiani condusse, secondo le accuse del tempo, una guerra personale non curandosi degli ordini dello stato maggiore garibaldino. Mancò all'assedio del Forte d'Ampola, disperse il Reggimento in vari avamposti in Val Vestino, sfibrò le sue truppe sul Monte Nota a Tremosine e nell'inutile attacco a Pieve di Ledro, ma soprattutto non contribuì alla battaglia di Bezzecca pur trovandosi a pochi chilometri di distanza e in posizione favorevole per contrastare l'artiglieria austriaca. Posto agli arresti per ordine di Garibaldi, il 13 settembre, a Brescia, fu giudicato da una commissione d'inchiesta che sentenziò però la sua innocenza da ogni accusa. Il processo ebbe una vasta eco sulla stampa nazionale.

### Il processo

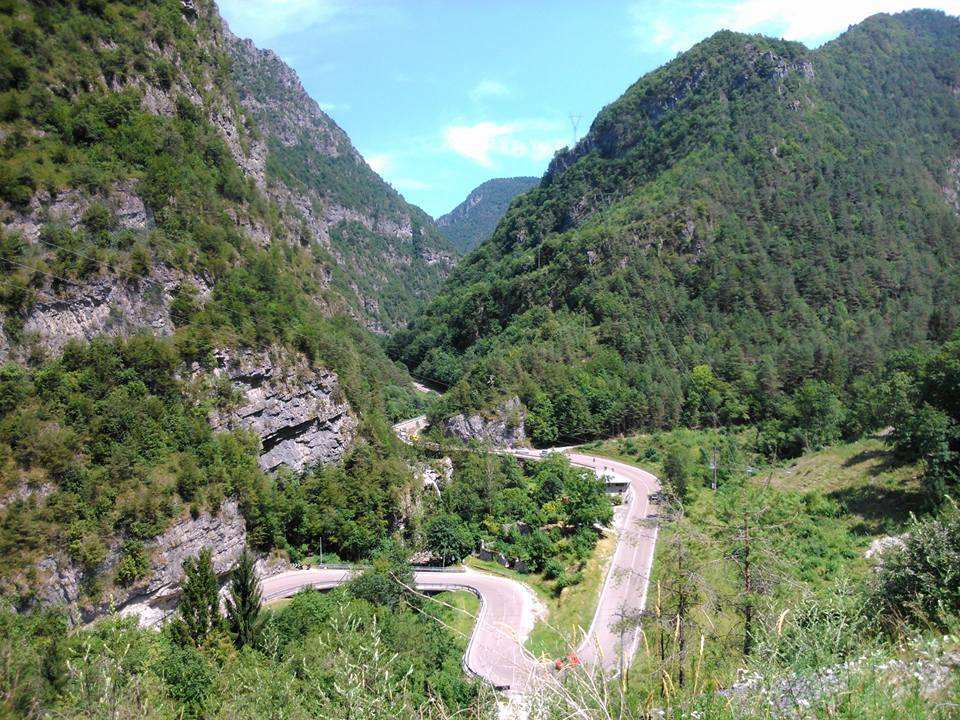
I resti del forte d'Ampola. Allo Spinazzi costò la carriera militare la mancata collaborazione nella sua conquista.

Mentre sul piano a Bezzecca infuriava la battaglia, il colonnello Pietro Spinazzi, sordo all'appello di Garibaldi, rimaneva inoperoso sul monte Nota “con quattro compagnie stanche (la 1ª, 2ª, 10ª, e 12ª), sfinite di forze, con malati i soldati e senza munizioni”.
Lo Spinazzi nonostante il fragore dello scontro e del tiro intenso dell'artiglieria che si doveva pur sentire in distanza anche sul monte bresciano, decise di non intervenire con i suoi uomini. Egli, a sua difesa, negò e spergiurò sempre di non aver mai udito rumori di sorta, solo qualche fucilata, così come di non essere mai stato avvisato da qualcuno di quello che avveniva pochi chilometri più in là. Solo nel pomeriggio cominciò senza fretta a scendere nella valle sottostante. Lasciò come presidio sul monte una forza consistente di sei compagnie del 10º reggimento e si diresse alla volta di Pieve di Ledro in attesa di eventi, ove era già accampato il capitano Luciano Mereu con le solite tre compagnie.
(Amos Ocari nel suo diario)
Questa volta l'esasperazione di Garibaldi, nei confronti dello Spinazzi, aveva raggiunto il culmine e la carriera militare di costui aveva ormai le ore contate. Accompagnato dal capitano Ettore Filippini, si recò prontamente a rapporto da Garibaldi a Tiarno di Sotto. Fu un colloquio dai toni cordiali, a suo dire, nel quale illustrò tutte le operazioni precedenti, tanto che il Generale congedandolo gli affidò una nuova missione notturna di particolare importanza: la ricognizione segreta sul monte Linsino, ove si supponeva fossero concentrate un gran numero di forze nemiche; l'operazione sarà poi condotta con successo dal maggiore Luigi Castellazzo al comando della 10ª compagnia del tenente Osvaldo Bussi.
In realtà Garibaldi, nonostante le apparenze, non era rimasto soddisfatto delle spiegazioni del suo alto ufficiale e, il giorno dopo, si avviò a Pieve di Ledro per incontrare nuovamente lo Spinazzi e approfondire ulteriormente lo spinoso argomento. Fu una conversazione imbarazzante fra i due soldati. Garibaldi lo racconta nelle sue Memorie in questo modo: «Il 22 io feci una gita in carrozza sino a Pieve di Ledro, ove trovai il colonnello Spinazzi con parte del 2º reggimento. Si osservi che Pieve è a un tiro di carabina da Bezzecca. Chiesi a quel colonnello da quanto tempo si trovava in quella posizione, e mi rispose da tre giorni. Io rimasi confuso e domandai perché non avea preso parte al combattimento del giorno antecedente. Mi disse per mancanza di munizioni. Lo lasciai, e ordinai al generale Ernesto Haug che lo arrestasse».
Il giudizio del Generale diventa poi durissimo: «Nel contegno del colonnello Spinazzi pare vi fossero sintomi di demenza, poiché la condotta antecedente di quel capo, per quanto sapessi, non era stata vigliacca; poi, per codardo che possa essere un uomo, non poteva, con parte d'un reggimento che aveva valorosamente combattuto, rimanersi indifferente ad un chilometro da Bezzecca, ove la pugna durò dall'alba sino alle due pomeridiane, ove il cannone avea ruggito per nove ore, ed erano accanitamente impegnati dodicimila uomini da una parte e dall'altra […] Pare però che lo Spinazzi non si trovasse il 21 a Pieve di Ledro, bensì sul monte Nota che domina ad ostro quel paese (ciò che conferma la mia opinione di demenza in quello sventurato ufficiale), e che sul monte Nota riunisse un consiglio de' suoi ufficiali, i quali decisero di marciare verso il campo di battaglia, ove finalmente, per troppa lentezza, giunsero tardi. Il 2º reggimento con un capo attivo poteva compiere una parte gloriosa in quella giornata. Esso si trovava appunto alle spalle del nemico, quando questo occupava Bezzecca, e impadronendosi delle alture a levante, che dominano quel villaggio, avrebbe completato un trionfo che poteva costare agli austriaci la loro artiglieria e molti prigionieri. Basta portarsi sul luogo per capacitarsi della veridicità della mia asserzione. Al contrario, quel bel reggimento rimaneva inoperoso, senza giovarci menomamente».
Chiamato a rapporto, il giorno 23, presso la sede del Quartier Generale di Storo, gli fu notificato l'arresto di rigore, l'avvio del giudizio di un consiglio di guerra, sostituito nei giorni seguenti da una commissione d'inchiesta e il cambio del comando di reggimento con il colonnello Giovanni Acerbi. L'annuncio della sanzione disciplinare cadde, come una tegola, sulla testa del povero Spinazzi che, al riguardo, scrive: “Attonito, penso, esamino il mio passato e non so darmi ragione di tale fatto. Mi si ordina di deporre la sciabola e mi si fa condurre dal deputato Pianciani”.
Affranto, giorni dopo prese carta e penna lagnandosi con Garibaldi per l'accaduto: «1866 luglio 28, Storo. Generale. Ho esaminato la mia condotta nella giornata del 21 corrente, ed ho la coscienza di poter dire francamente di non meritare il di Lei sdegno, né le umiliazioni cui sono costretto subire. Il mio Generale, che sprezza le basse passioni e le personalità, vorrà accordarmi di essere ascoltato, ché ogni accusato ne ha il diritto. Sempre suo. Pietro Spinazzi».
Garibaldi non ascoltò la supplica, anzi il 31, dalla canonica di Creto, sede del Quartier Generale, emanò le direttive per l'insediamento della commissione d'inchiesta: 
La Commissione è composta dai signori: Il generale Ernesto Haug comandante la 1ª brigata Volontari-Presidente; colonnello cav. Benedetto Cairoli comandante il Quartier Generale; luogotenente colonnello cav. Giovanni Cadolini comandante il 4º reggimento; luogotenente colonnello cav. Luigi La Porta comandante il 7º reggimento; luogotenente colonnello Menotti Garibaldi  comandante il 9º reggimento; luogotenente colonnello Giuseppe Missori comandante il Corpo delle Guide. Il luogotenente colonnello Missori eserciterà le funzioni di relatore. Non appena la Commissione d’Inchiesta avrà esaminato i suoi lavori presenterà i verbali prescritti, a questo Comando Generale in duplice copia. Giuseppe Garibaldi. Per copia conforme. Il sottocapo di Stato Maggiore Enrico Guastalla»
Il 28 agosto, a Brescia, ebbe inizio la prima seduta della commissione coordinata, a seguito della ricusazione giuridica dell'imputato, dal generale Vincenzo Giordano Orsini in sostituzione di Ernesto Haug. Il dibattimento non si limitò ad analizzare le fasi del mancato apporto alla battaglia di Bezzecca, ma indagò minuziosamente su tutto l'operato del colonnello chiedendo spiegazioni in particolare sul trasferimento da Magasa alla Val di Ledro, sul mancato assedio del Forte d'Ampola e la disubbidienza agli ordini del generale Ernesto Haug.
Così scrive lo Spinazzi nel suo memoriale al riguardo: «[…] L'interrogatorio abbracciò gran parte delle mie operazioni anteriori al 21 luglio. Si vollero minutamente conoscere le ragioni per cui movessi piuttosto per la Valle Lorina, Val Michele, Vesio e Monte Nota, anziché da Magasa piegare verso Bondone, come mi era stato indicato col dispaccio 15 luglio N.o 871. Alla quale domanda risposi che più ragioni mi avevano provato essere quella per me tenuta, la via che più consonava col concetto del Generale. […] Un'altra ragione era quella che da Magasa marciando su Bondone doveva necessariamente abbandonare Valle Lorina, primo obiettivo della marcia, per la qual mossa avrei marciato relativamente a Ampola a ponente, anziché a levante […] Fui addimandato delle ragioni per cui il mio reggimento fosse tanto frazionato, alla quale domanda affatto fuori luogo, perché il frazionamento dei Corpi era un sistema tanto erroneo, quanto generale, risposi essere per mia sventura in causa di ordini dello Stato Maggiore Generale. Perché mi avessi scelto di preferenza, per scendere in Valle di Ledro, Monte Nota anziché un altro punto più centrale, ad esempio Tremalzo, Cel, o Tomlone. Al che risposi che così vollero le circostanze ed i riflessi che feci sull'insieme dei movimenti che si operavano all'estremo sinistro della nostra linea di operazione, i quali pienamente concordavano coll'ordine che m'ebbi l'11 luglio […] Fra le tante altre domande pur quella mi si fece se avessi ricevuto un dispaccio dal generale Haug in data del 15 o 16 luglio statomi rimesso alla Costa. Non potevo ricevere alla Costa dov'era il 13 e non più il 14 un dispaccio del 15 o 16 luglio, meno che non fosse nato equivoco con altro dispaccio in data 15 luglio a me pervenuto a Magasa, ma che era diretto al capitano Bartolomeo Bezzi Castellini, comandante un distaccamento che tenevo a Monte Caplone […] Fui richiesto anche dell'ora e delle ragioni per cui scesi da Nota in Valle di Ledro il 21 luglio. L'ora dissi di non ricordare […]».
Dopo cinque sedute, ascoltate la difesa imputato e le numerose testimonianze, tra le quali quella del capitano Ergisto Bezzi e del maggiore Luigi Castellazzo, il 13 settembre, la commissione decretò l'assoluzione del colonnello Spinazzi da ogni accusa motivandola con la seguente deliberazione: «Constatando alla Commissione d'inchiesta dalle prove testimoniali assunte, che il tenente colonnello Spinazzi Pietro non si trovava in Pieve di Ledro né con tutto né con parte del suo reggimento durante il combattimento del 21 luglio, può la medesima pronunciare se la condotta del tenente colonnello stesso sia stata militarmente irregolare sotto il punto di vista che le è proposto? La Commissione unanimemente risponde di no».
Si chiudeva in questo modo una pagina triste e scialba della campagna garibaldina.

### Il dopoguerra
Stabilitosi a Genova, partecipò nel 1867 con Stefano Canzio e Barilli all'organizzazione della spedizione garibaldina nell'Agro Romano volta alla liberazione di Roma.
Nel maggio 1867 fece parte della Commissione del quotidiano mazziniano Il dovere composta da Giovanni Battista Bruzzone, Giacomo De Marini, Luigi Malatesta, Edoardo Maragliano e Isnardo Sartorio. Il 31 luglio 1869 Spinazzi nominava Osvaldo Gnocchi Viani direttore del quotidiano al posto di Ernesto Pozzi processato e incarcerato per "attività sovversive".

## Scritti
- Ai miei amici: Parole di Pietro Spinazzi, L. Tenente Colonnello comandante il 2.o Regg. Volontari Italiani nella campagna del 1866., Stabilimento tipografico di Genova, 1867.
- Il bersagliere in campagna ed istruzione della bajonetta. Del capitano Pietro Spinazzi, Genova, 1851.